# 一打三反運動
一打三反运动，是中国大陆文化大革命时期的一场政治运动，于1970年初发动，該運動制造了大量冤假錯案。「一打三反」的名稱，來自打击「反革命破坏活动」，反對「貪污盜竊」、「投機倒把」、「鋪張浪費」。「一打」的對象是各地殘存反抗中共權威的人，「三反」的目的是加強對地方的控制，据部分披露档案和学者研究，一打三反运动中共有约200万人遭到迫害、10万-20万人非正常死亡。其打擊面比之前的运动「清理階級隊伍」小，但定義仍然模糊不清。

## 历史

### 發動大抓捕
1970年1月31日，经毛澤東同意，中共中央发出经周恩来主持起草的《关于打击反革命破坏活动的指示》。2月5日发出《关于反对铺张浪费的通知》和《关于反对贪污盗窃、投机倒把的指示》。三份文件合而为一，便成了「一打三反」运动。
由中共党的各级组织正式领导，以政治运动的方式，对相当多的人判處死刑、有期徒刑和剥夺政治权利的刑罚。為了在短期內殺人夠多，產生震懾效果，中央政府把原本屬於最高法院的死刑審核權下放到省一級，省一級只要把殺人人數報到中央備案即可。但有些省份又將此進一步下放，一直放到縣一級都有權力宣布執行死刑，被判處死刑的一律立即執行。殺人變成了達成數字的任務。
對反革命分子量刑時，組織「革命群眾」學習文件，討論反革命分子該不該槍斃，算是執行毛澤東「專政是群眾的專政」的指示。在该运动中以现行反革命分子罪名被判处死刑的，包括北京的遇罗克、王佩英等各式案件。

### 突然喊停
而1971年2月26日发出的《中央批转〈第十五次全国公安会议纪要〉的通知》（中发（1971）20号），提及毛澤東提出了「我们不是靠杀人来统治的重要指示」，反映出毛對於周恩来主導的殺戮運動已顯出不滿。到了當年12月運動達致高潮時，轉為突然打斷而逐漸退潮。12月29日周恩来主持中共中央政治局会议，讨论修改公安部党的核心小组《关于贯彻执行毛主席最近对镇反问题重要指示的请示报告》時候，表示道：
|  | ...应贯彻毛泽东最近的指示，控制捕人杀人。中央批件及公安部报告经毛泽东批准，以中共中央文件发出。 |

而由於種種原因，這場運動在各地的進展和持續時間不盡相同。有些地方一直持續到 1972 年。一直到1972 年、1973年中央當局才收到運動「勝利結束」的報告。

## 受難情況
該運動在北京於1970年底結束，其他地區結束的時間則晚得多，如上海於1972年底結束，河北省保定於1972年12月結束。1972年1月黑龍江省革命委員會表示，該運動在全省財貿戰線破獲了3,173起政治性案件，37,462起經濟性案件。中共官方沒有發表該運動總共鎮壓了多少人，發表的唯一數字是前10個月（到1970年11月）揭發了「反革命份子」184萬多名，抓捕了284,800多名，殺了數千人:306–307。据历史学家王年一披露：“一九七○年二月至十一月共十个月挖出了‘叛徒’、‘特务’、‘反革命分子’一百八十四万多名，捕了二十八点四八万多名，杀了数以千计的人。” 丁抒估計，該運動中非正常死亡的人數在10万-20万之間。
作家張郎郎在該運動中被判處死刑，後改判有期徒刑。他表示，該運動被殺的大多是知識分子。與1966年「红八月」的不同，是紅八月由出身決定人的命運，而一打三反則是不管出身，只要你有反動的思想，就可以處死。

## 其他
馬若德和沈迈克所著《毛澤東最後的革命》一書中，將上海在王洪文主持下發動的「刮紅色颱風」列為一打三反運動的一部分:304。而顧訓中表示，兩者並無關聯，刮紅色颱風早在1967年就開始，先後發生了30多次，每次參加的民兵少則幾千，多則幾萬、十幾萬。